# Сімко (озеро)
Сімко (англ. Lake Simcoe) — озеро в канадській провінції Онтаріо: розміром приблизно 30 x 25 км та середньою глибиною в 11 м. Розташоване на 45 км північніше міста Торонто. На узбережжі озера Сімко розташовані міста Орілья та Беррі.
Землі навколо озера і саме озеро відносяться до трьох адміністративних одиниць:
- Графство Сімко (англ. Simcoe County, Ontario)
- Регіональний муніципалітет Дарем (англ. Regional Municipality of Durham)
- Регіональний муніципалітет Йорк (англ. Regional Municipality of York)

Озеро Сімко є частиною водного шляху Трент — Северн (англ. Trent-Severn Waterway), який сполучає затоку Джорджен-Бей з озером Онтаріо. В останнє впадають річки:
- річка Бівертон (англ. Beaverton River (Beaver River))
- річка Голланд (англ. Holland River)
- річка Маскінонґ (англ. Maskinonge River)
- річка Пефферла (англ. Pefferlaw River)
- річка Блек (англ. Black River)
- річка Телбот (англ. Talbot River)
- потік Вайта (англ. White's Creek)

Узимку озеро вкривається товстим шаром криги та популярне для зимових видів спорту та зимової риболовлі.

## Історія
Озеро Сімко є одним з решток величезного доісторичного озера, відомого як Алґонкін, басейн якого також включав сучасні озера Гурон, Мічиґан, Озеро Верхнє, Ніпіґон та Ніпіссінґ.
Гурони називали озеро Сімко Орентірок, що перекладалося як «Красива Вода». Першим європейцем-дослідником, який дістався озера, став у 1687 році француз Луі-Армонд де Лом Д'арсе (фр. Louis-Armand de Lom d'Arce). Він дав озеру назву Торонто (фр. Lac Toronto).
Сучасну назву озеро отримало 1793 року від генерал-губернатора Верхньої Канади Джона Грейвза Сімко, який назвав його на честь свого батька Джона Сімко — капітана Королівського військово-морського флоту Великої Британії.